# エマニュエル (1984年の映画)
『エマニュエル』（Emmanuelle 4）は、1984年のフランスのドラマ映画。シルビア・クリステル、ミア・ニグレン、パトリック・ボーショー出演。シルビア・クリステル出演エマニュエル・シリーズの第4作目である。
生まれ変わったエマニュエルを演じるミア・ニグレンは、1800人の中から選ばれ、「80年代のグレタ・ガルボ」と称された。これをきっかけに日本の資生堂'85春のキャンペーンモデルに起用されている。

## ストーリー
シルヴィアは恋人マルクとの苦悩に満ちた恋愛関係に悩まされていた。何度も愛を終わらせて逃げようとするも、結局はいつも彼の元に戻ってしまう。しかしロサンゼルスのパーティーの後にマルクとの完全な別離を決意した彼女は、ブラジルで大規模な整形手術を受ける。
手術の結果、20歳の処女の女性「エマニュエル」 として生まれ変わった彼女は、過去を清算すべくブラジル全土で性的な冒険を繰り広げる。

## キャスト
| 役名                  | 俳優                     | 日本語吹替   | 日本語吹替   |
| 役名                  | 俳優                     | フジテレビ版 | テレビ朝日版 |
| --------------------- | ------------------------ | ------------ | ------------ |
| シルビア/エマニュエル | シルビア・クリステル     | 小原乃梨子   | 鈴木弘子     |
| エマニュエル4         | ミア・ニグレン           | 小田かおる   | 佐々木優子   |
| マルク                | パトリック・ボーショー   | 小川真司     | 堀勝之祐     |
| サンタノ              | クリスチャン・マルカン   | 中庸助       | 大塚周夫     |
| ドナ                  | デボラ・パワー           | 宗形智子     | 高島雅羅     |
| マリア                | ソフィー・ベルジェル     | 幸田直子     | 土井美加     |
| ロドリゴ              | ジェラール・ディミグリオ | 古田信幸     | 石森達幸     |
| スザンナ              | ソーニャ・マーティン     | 小宮和枝     | 横尾まり     |
| ナディーン            | マリリン・ジェス         | 滝沢久美子   |              |

- フジテレビ版初回放送 - 1986年6月21日『ゴールデン洋画劇場』
- テレビ朝日版初回放送 - 1989年3月26日『日曜洋画劇場』

## スタッフ
- 監督：フランシス・ルロワ
- 脚本：フランシス・ルロワ、アイリス・ルタン
- 原作：エマニュエル・アルサン 『エマニュエル夫人』
- 製作：フランシス・ジャコベッティ、アラン・シルッキー
- 撮影監督：ジャン＝フランシス・ゴンドレ
- 編集：ヘレン・プレミアニコフ、フランク・デ・パルマ
- 衣裳デザイン：ローレンス・ヘラー
- 音楽：ミシェル・マーニュ
- 日本語字幕：古田由紀子
- 吹替翻訳：宇津木道子
- 吹替演出：伊達康将
- 吹替調整：荒井孝
- 吹替効果：リレーション
- 吹替製作：東北新社